# حينة
بلدة حينة بلدة سورية تابعة لمنطقة قطنا في محافظة ريف دمشق، سوريا. وهي من قرى جبل حرمون (جبل الشيخ)، تقع بالقرب من تل حينة الأثري وترتفع عن سطح البحر 1080 م، وفيها معالم أثرية تعود إلى عهد الملكة "هيلانة"، ويعتقد أن اسمها جاء من حانة الخمر لوجود معاصر أثرية تعود إلى العصر الروماني فيها. عدد سكانها حوالي 5.000 نسمة تحيط بها القرى والبلدات التالية: دربل - كفر حور - مغر المير - عين الشعرة-بيت جن. وفيها كنيستان تحملان اسم النبي إيليّا الغيور أو مار إلياس، كنيسة للروم الكاثوليك في ساحة القرية تسمى كنيسة الساحة وأخرى للروم الأورثودوكس على تل القرية تسمى كنيسة التل وأهل القرية معروفون بحبهم للحياة وعملهم الدؤوب للحفاظ على القرية وقلوبهم الطيبة ونخوتهم وحبهم لأرضهم حيث تعد الزراعة هي العمل الرئيسي لمعظم السكان بالإضافة إلى أنها مجمع لشعراء الزجل في منطقة الحرمون خاصة وسوريا بشكل عام.
تشتهر بزراعة اليانسون حيث يعد يانسون حينة الأفضل في سوريا والأغلى ثمنا[بحاجة لمصدر] بالإضافة لزراعة القمح والخضروات الصيفية وتعتبر من المناطق السياحية في ريف دمشق تبعد عن دمشق 65 كم.

## يوميات حينة على الفيسبوك
1. ↑  General Census of Population and Housing 2004. المكتب المركزي للإحصاء (سوريا) (CBS). Rif Dimashq Governorate. (بالعربية)

قالب:يوميات حينة على الفيس بوك